# 1392 Пјер
1392 Пјер (енгл. 1392 Pierre) је астероид главног астероидног појаса са пречником од приближно 26,44 .
Афел астероида је на удаљености од 3,135 астрономских јединица (АЈ) од Сунца, а перихел на 2,083 АЈ.
Ексцентрицитет орбите износи 0,201, инклинација (нагиб) орбите у односу на раван еклиптике 12,264 степени, а орбитални период износи 1539,574 дана (4,215 године).
Апсолутна магнитуда астероида је 11,72 а геометријски албедо 0,051.
Астероид је откривен 16. марта 1936. године.